# 4605 Nikitin
4605 Nikitin è un asteroide della fascia principale. Scoperto nel 1987, presenta un'orbita caratterizzata da un semiasse maggiore pari a 2,2279156 UA e da un'eccentricità di 0,1533698, inclinata di 2,14435° rispetto all'eclittica.